# آرشي أليني
آرشي أليني هو كاتب سير ذاتية وصاحب مطعم كندي، ولد في 7 يناير 1933 في تورونتو في كندا، وتوفي بنفس المكان في 8 يونيو 2015.